# Estrela do Indaiá
Estrela do Indaiá là một đô thị thuộc bang Minas Gerais, Brasil. Đô thị này có diện tích 635,364 km², dân số năm 2007 là 3651 người, mật độ 5,2 người/km².